# Кільмезька вузькоколійна залізниця
Кільме́зька вузькоколійна залізниця (рос. Кильмезская узкоколейная железная дорога) — вузькоколійна залізниця, що функціонувала в другій половині XX століття на території Сюмсинського району Удмуртії та Унинського району Кіровської області, Росія.
Початковим пунктом залізниці було селище Кільмезь (нині село Сюмсинського району), поблизу кінцевої станції на ширококолійній залізниці Іжевськ-Кільмезь. Вузькоколійка була лісовозною, знаходилась в підпорядкуванні Сюрецького ліспромгоспу. Згідно зі звітами Міністерства лісової промисловості СРСР, перша ділянка залізниці була збудована 1949 року.
З 1966 року протягом довгого часу Кільмезька вузькоколійка була об'єднана із двома сусідніми — Пумсинською та Віняшур-Біїнською. 1975 року був збудований залізничнмий міст через річку Кільмезь, завдяки якому вузькоколійка була безпосередньо з'єднана з селищем. Станом на 1990 рік довжина експлуатаційних ділянок становила 217 км, в тому числі магістральних шляхів 110 км, гілок постійної дії 80 км, станційних шляхів 27 км. З початком розпаду СРСР почався занепад вузькоколійки, з середини 1990-их років були розібрані ділянки до селищ Пумсі та Віняшур-Бія. Станом на 1997 рік лишалась лише ділянка Кільмезь-Березока, а до кінця 1998 року залізниця була майже повністю розібрана. Станом на 2006 рік в Кільмезі залишались лише локомотив та пасажирські вагони, перетворені в службові приміщення. На місці магістральної лінії була прокладена ґрунтова дорога.

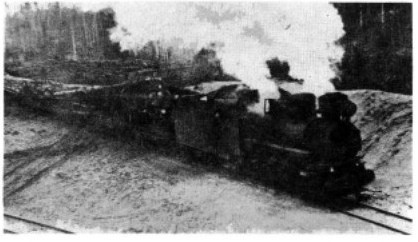
Поїзд на залізниці (1960-ті)
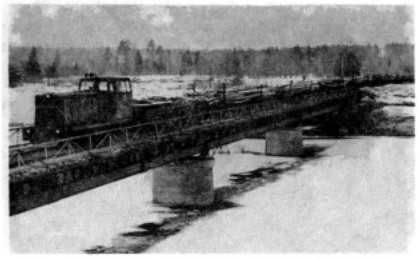
Міст через річку Кільмезь (1976)
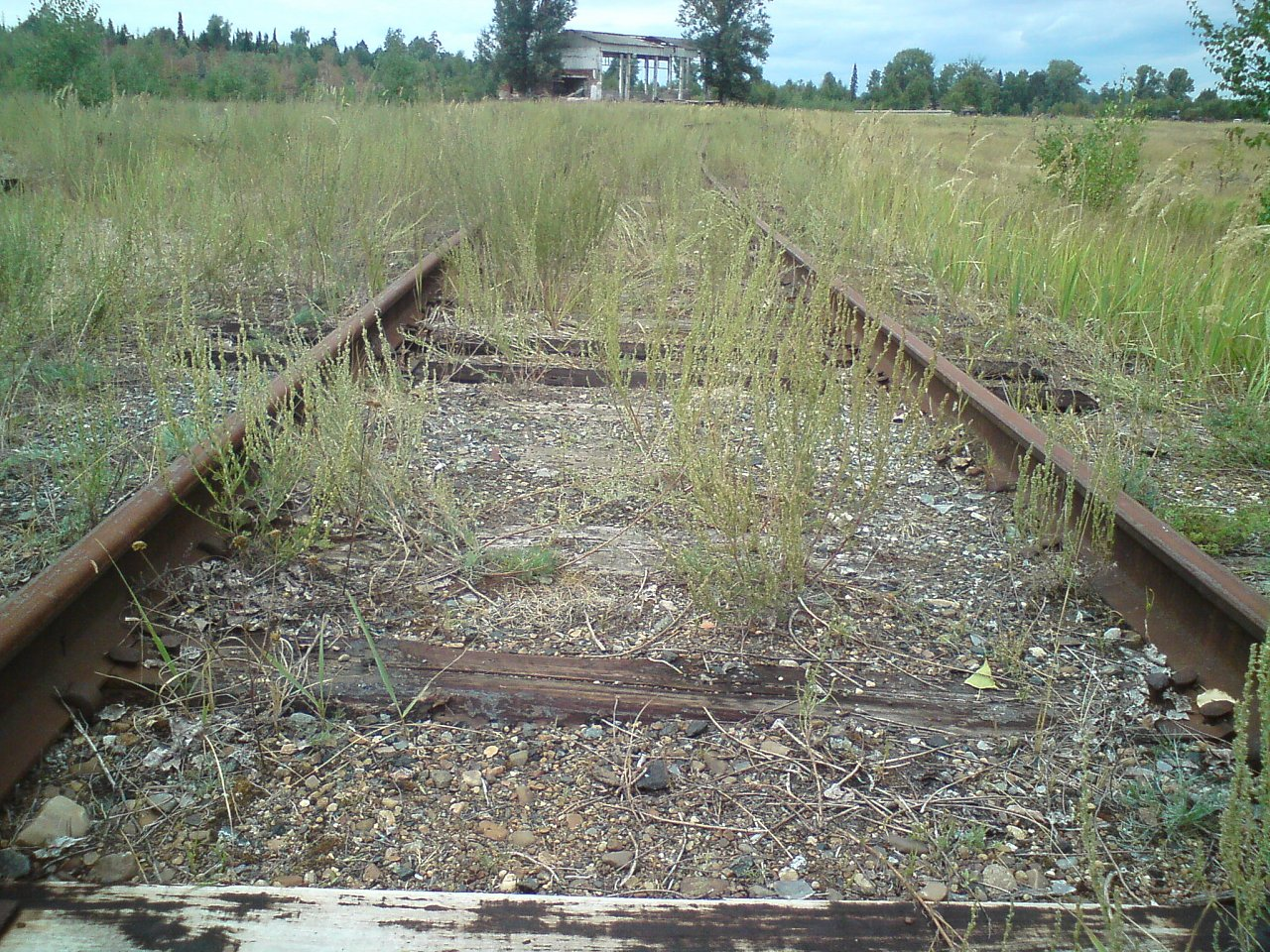
Залишки залізниці в межах села Кільмезь